# Maxentiusvilla

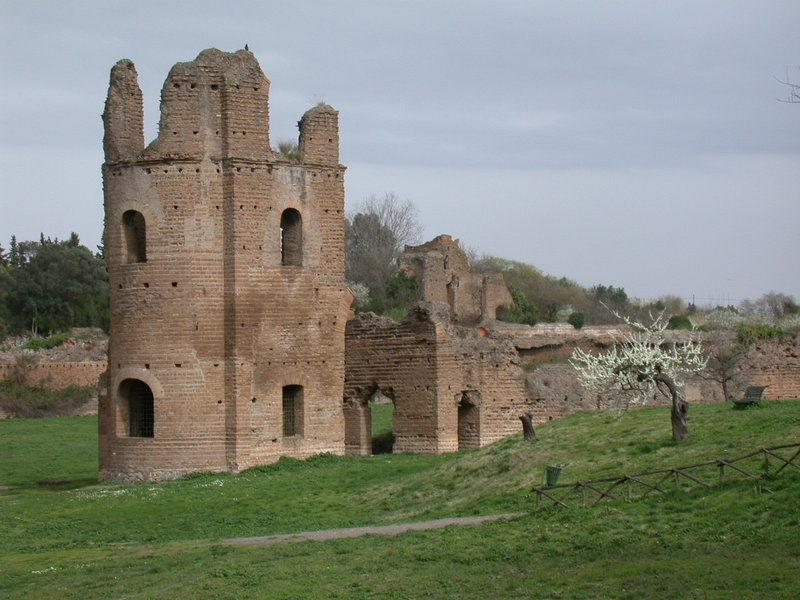
Reste des Maxentiuszirkus

Als Maxentiusvilla wird bisweilen der vom spätantiken Herrscher Maxentius an der Via Appia errichtete Komplex bezeichnet (daher oft auch Villa an der Via Appia), von dem noch heute teils bedeutende Reste erhalten sind.
Maxentius, Sohn des früheren Kaisers Maximian, war am 28. August 306 in Rom zum Kaiser erhoben worden. Die Usurpation gelang und Maxentius konnte sich bis 312 halten, als die Truppen Konstantins I. in Italien eindrangen und das Heer des Maxentius mehrmals schlagen konnten. Maxentius selbst kam im Verlauf der Schlacht an der Milvischen Brücke ums Leben.
Maxentius hat während seiner sechsjährigen Regierungszeit ein gewaltiges Bauprogramm in der Nachfolge seines Vaters Maximianus in Rom initiiert, das zur Errichtung großartiger Bauten führte, wie etwa der Maxentiusbasilika; zudem wurden solche Bauten, die während eines Stadtbrandes unter Kaiser Carinus im Jahre 283 lädiert worden waren, renoviert. Die Maxentiusvilla war kaum weniger beeindruckend. Zwischen der 2. und 3. Meile der Via Appia auf einem Hügel gelegen, schlossen sich an den Palast, von dem nur noch Reste erhalten sind, ein Circus und ein Grabmal an. Dass Maxentius diese Anlage errichten ließ, gilt inzwischen durch archäologische Befunde, aber auch durch schriftliche Quellenaussagen als gesichert. Die Verbindung von Palast, der mit einer großen Empfangsaula ausgestattet war, und Circus erinnert an die Bauten der Tetrarchen, die ebenso angelegt waren.

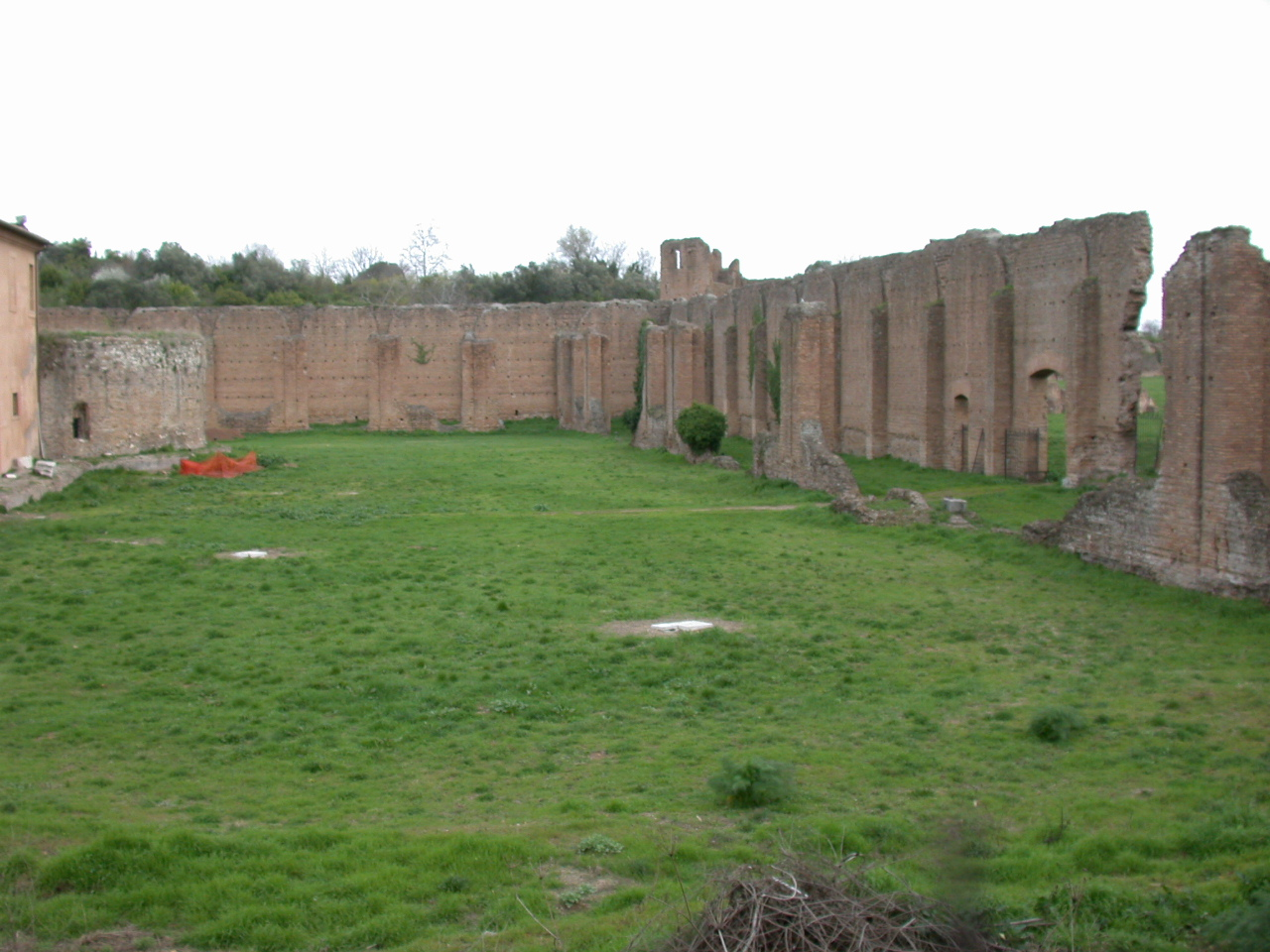
Innenhof des Grabmals

Südwestlich an den Palast schließt sich das Grabmal an, von dem heute der Rundbau über einem Podium fehlt. Der Sakralkomplex schloss an bereits bestehende Kultbauten an. Das Grabmal war dem in jungen Jahren verstorbenen Sohn des Maxentius, Valerius Romulus, gewidmet und wahrscheinlich an Heroenkultbauten angelehnt. Es sollte wohl auch als dynastische Grablege dienen, wie es die Nischen an den Seiten und in der Mitte nahelegen. 
Der Maxentius-Circus wiederum ist einer der besterhaltenen der Antike. Er misst 513 m × 91 m und bot rund 18.000 Menschen Platz. Auch wenn er von der Größe her nicht mit anderen großen Anlagen mithalten konnte, stellt sein Bau an diesem Platz aber doch eine Besonderheit dar, was auch in einer antiken Quelle zum Ausdruck kommt.